# Eupithecia quadripunctata
Eupithecia quadripunctata är en fjärilsart som beskrevs av W. Warren 1888. Eupithecia quadripunctata ingår i släktet Eupithecia och familjen mätare. Inga underarter finns listade i Catalogue of Life.